# Gracilodes
Gracilodes is een geslacht van vlinders van de familie spinneruilen (Erebidae), uit de onderfamilie Pangraptinae.

## Soorten
- G. angulalis Guillermet, 1992
- G. angustipennis Gaede, 1940
- G. caffra Guenée, 1852
- G. disticha Hampson, 1926
- G. finissima Berio, 1956
- G. fuscosa (Holland, 1894)
- G. metopis Hampson, 1926
- G. nyctichroa Hampson, 1926
- G. nysa Guenée, 1852
- G. opisthenops Hampson, 1926